# Constantin Trinks
Constantin Trinks (* 9. April 1975 in Karlsruhe) ist ein deutscher Dirigent.

## Leben
Constantin Trinks studierte an der Staatlichen Hochschule für Musik Karlsruhe Klavier bei Günter Reinhold und Dirigieren bei Wolf-Dieter Hauschild. Bereits während des Studiums arbeitete Trinks als Korrepetitor und persönlicher Assistent von Kazushi Ōno am Badischen Staatstheater Karlsruhe, bevor er dort im Jahre 2000 fester Solorepetitor und Kapellmeister wurde. 2002 war er Hospitant von Christian Thielemann bei der Tannhäuser-Neuinszenierung der Bayreuther Festspiele. Im selben Jahr wechselte er als 2. Kapellmeister an das Saarländische Staatstheater Saarbrücken, welchem er bis 2009 verbunden blieb, von 2006 bis 2009 als kommissarischer Generalmusikdirektor. Von 2009 bis 2012 war er Generalmusikdirektor am Staatstheater Darmstadt, seit 2012 ist Trinks freischaffender Dirigent. Er tritt regelmäßig an Opernhäusern in Europa und der Welt als Dirigent in Erscheinung: Komische Oper Berlin, New National Theatre Toyko, Semperoper Dresden, Opéra National de Paris, Bayerische Staatsoper München, Oper Frankfurt, Hamburgische Staatsoper, Deutsche Oper Berlin, Opéra National du Rhin Straßburg.
Constantin Trinks und das hr-Sinfonieorchester Frankfurt erhielten 2023 die Auszeichnung Opus Klassik in der Kategorie Symphonische Einspielung für die Weltersteinspielung der 3. Sinfonie cis-Moll von Wilhelm Petersen (1890–1957). Diese Einspielung wurde mehrfach positiv rezensiert, u. a. 2023 in einer Rundfunksendung von BR Klassik.

## Repertoire
Während seiner Tätigkeit in Karlsruhe und Darmstadt hat sich Trinks ein breites Opern- und Konzertrepertoire vom 18. bis zum 20. Jahrhundert angeeignet. Überregionale Beachtung fand sein Dirigat von Luigi Nonos Intolleranza 1960 in Saarbrücken, in den Folgejahren konnte er sich als ausgewiesener Strauss- und Wagner-Dirigent etablieren. Besondere Wegmarken dieser Entwicklung waren Dirigate von Der fliegende Holländer (Saarbrücken 2004), Das Rheingold (Saarbrücken 2006), Parsifal (Darmstadt 2008), Lohengrin (Saarbrücken 2008), Die Meistersinger von Nürnberg (Darmstadt 2008), Salome (Saarbrücken 2009), Der Rosenkavalier (Dresden 2010, München 2011), Der Ring des Nibelungen (Darmstadt 2011), Ariadne auf Naxos (Hamburg 2012), Tannhäuser (Berlin 2012). Besonders im Wagner-Fach konnte Trinks seinen Ruf als herausragender Dirigent des deutschen Repertoires festigen. Im Juli 2013 dirigierte er in Bayreuth Wagners Jugendwerk Das Liebesverbot. 2015 debütierte er am Theater an der Wien mit Heinrich Marschners Hans Heiling.
Darüber hinaus ist Trinks als Konzertdirigent tätig. So hat er unter anderem die Klavierkonzerte von Beethoven und Brahms als Dirigent eingespielt. Ein besonderes Engagement zeigt er bei der Wiederentdeckung großer spätromantischer Orchesterwerke des 20. Jahrhunderts. So gelang ihm 2021 die Weltersteinspielung von Wilhelm Petersens 3. Sinfonie cis-moll sowie 2025 die Uraufführung von Petersens Violinkonzert d-moll.